# 広元市
広元市（こうげん-し）は中華人民共和国四川省に位置する地級市。

## 地理
四川盆地の北端にあり、嘉陵江が陝西省方面から流れてきて市域を貫き、南方にある重慶市の長江合流点へと向かう。西では四川盆地と高山地帯の境をなす龍門山脈が発し、南西へ500kmにわたり伸びる。
東は巴中市に、南は南充市に、西は綿陽市に、北は甘粛省隴南市と陝西省漢中市に接し、四川省・陝西省・甘粛省の三省が接する「川北門戸」である。北の陝西省とは、大巴山脈や米倉山脈で漢中盆地と隔てられ、古くから漢中から蜀への入口に当たる関門として重要であった。

## 歴史
広元市は1985年に設立された。市内からは多くの遺跡、遺物、墳墓が発掘されている。長江文明の重要な遺跡・三星堆遺跡は、広元市から西へ離れた広漢市で発掘されている。
武則天の出身地として大々的に宣伝してきた。張霊甫によってスパイとして射殺された「妻」呉海蘭の出身地でもある。

## 行政区画
3市轄区・4県を管轄下に置く。
- 市轄区：利州区・昭化区・朝天区
- 県：旺蒼県・蒼渓県・剣閣県・青川県

| 広元市の地図                                     |
| ------------------------------------------------ |
| 利州区 昭化区 朝天区 旺蒼県 青川県 剣閣県 蒼渓県 |

### 年表
この節の出典

#### 川北行署区剣閣専区
- 1949年10月1日 - 中華人民共和国川北行署区剣閣専区が成立。広元県・旺蒼県・蒼渓県・閬中県・剣閣県・江油県・北川県・平武県・青川県・昭化県が発足。（10県）
- 1952年1月15日（10県）
  - 江油県の一部が平武県に編入。
  - 蒼渓県・昭化県の各一部が広元県に編入。
  - 旺蒼県・昭化県・閬中県、達県専区巴中県の各一部が蒼渓県に編入。
  - 蒼渓県、達県専区南江県の各一部が旺蒼県に編入。
  - 江油県・広元県・蒼渓県・青川県・剣閣県の各一部が昭化県に編入。
  - 昭化県の一部が青川県に編入。
  - 江油県・昭化県の各一部が剣閣県に編入。
  - 閬中県の一部（万年埡場）が南充専区南部県に編入。
  - 南充専区南部県の一部（双柏郷の一部）が閬中県に編入。
  - 蒼渓県の一部が達県専区南江県に編入。
- 1952年2月2日 - 閬中県の一部が達県専区巴中県に編入。（10県）
- 1952年6月24日 - 昭化県の一部が蒼渓県に編入。（10県）
- 1952年7月14日 - 川西行署区綿陽専区彰明県の一部が北川県に編入。（10県）
- 1952年8月7日 - 四川省の成立により、四川省剣閣専区となる。

#### 四川省剣閣専区
- 1952年9月1日（10県）
  - 茂県専区茂県、綿陽専区安県の各一部が北川県に編入。
  - 達県専区南江県の一部が蒼渓県・旺蒼県に分割編入。
- 1952年12月20日 - 剣閣専区が広元専区に改称。

#### 広元専区
- 1952年12月（10県）
  - 江油県の一部（四合湾村・燕子山村・董家湾村）が剣閣県に編入。
  - 剣閣県の一部（秀鍾郷の一部）が江油県に編入。
- 1953年3月10日
  - 蒼渓県・閬中県が南充専区に編入。
  - 剣閣県・江油県・広元県・旺蒼県・北川県・平武県・青川県・昭化県が綿陽専区に編入。

#### 広元市
- 1985年2月8日 - 綿陽地区広元県が地級市の広元市に昇格。市中区を設置。（1区3県）
  - 綿陽地区旺蒼県・青川県・剣閣県を編入。
- 1985年9月9日 - 南充地区蒼渓県を編入。（1区4県）
- 1989年8月15日 - 市中区の一部が分立し、元垻区・朝天区が発足。（3区4県）
- 1991年7月1日（3区4県）
  - 元垻区の一部が青川県に編入。
  - 市中区・元垻区の各一部が剣閣県に編入。
- 1993年4月12日 - 蒼渓県の一部が元垻区に編入。（3区4県）
- 2005年11月30日 - 青川県の一部が市中区に編入。（3区4県）
- 2007年1月11日 - 市中区が利州区に改称。（3区4県）
- 2009年1月7日 - 利州区の一部が元垻区に編入。（3区4県）
- 2013年3月12日 - 元垻区が昭化区に改称。（3区4県）

## 経済
広元市の経済はさまざまな重工業のほか、鉱業、農業に依存する。西隣の綿陽市から広元市にかけては核兵器研究・生産施設が集中し、プルトニウムを生産する大型の反応炉・821工場は広元市付近にある。

## 教育

### 大学
- 広元職工医学院（中国語版）

## 交通

### 空港
- 広元盤龍空港（中国語版）

### 鉄道
- 西成旅客専用線
- 宝成線
- 蘭渝線

### 道路
国道
- G108国道
- G212国道

## 健康・医療・衛生
- 利州区第一人民医院、広元市昭化区人民医院、朝天区人民医院、旺蒼県人民医院、蒼渓県人民医院、剣閣県人民医院
- 青川県人民医院、青川県中医医院

## 名所・旧跡・観光スポット
- 剣門関国家森林公園
- 昭化古城
- 皇沢寺
- 白竜湖
- 青川地震博物館
- 千仏崖景区